# The Mad Ghoul
The Mad Ghoul és una pel·lícula de terror estatundienca dle 1943 dirigida per James P. Hogan i protagonitzada per Turhan Bey, Evelyn Ankers, i David Bruce, i amb George Zucco, Robert Armstrong i Milburn Stone. La pel·lícula tracta sobre el científic Dr. Alfred Morris i el seu assistent Ted Allison. Morris, que està obsessionat amb un antic procés de preservació de la vida maia fins a la bogeria, s'ha enamorat de la xicota d'Allison, la cantant Isabel Lewis. Morris decideix utilitzar l'Allison per als seus experiments de vida eterna, transformant-lo en un zombi que lentament recorda la seva vida passada, però no és conscient del seu estat de no mort.
The Mad Ghoul es va desenvolupar a Universal Pictures el febrer de 1943 sota el títol The Mystery of the Mad Ghoul. El rodatge es va acabar el maig de 1943 i es va estrenar el 12 de novembre de 1943.

## Trama
Dr. Alfred Morris (Zucco) té curiositat pels efectes d'un antic gas nerviós, utilitzat pels maies durant els rituals de dissecció humana per apaivagar els seus déus. Pren a l'estudiant de medicina Ted Allison (David Bruce) sota la seva ala per ajudar-lo amb els seus experiments per utilitzar el gas en animals moderns. Malgrat l'entusiasme de Ted per l'èxit dels seus esforços per reviure el mico mort de Morris, Choco (que abans estava exposat al gas i va morir) mitjançant l'ús d'un fluid del cor d'una altra criatura, Ted també té al cap la seva xicota Isabel Lewis (Evelyn Ankers), de qui Morris també s'ha enamorat.
Més tard, la nit del primer experiment del duet, en Ted porta l'Isabel a casa de Morris, on Morris nota el malestar d'Isabel per la seva relació amb Ted. Confereix amb Isabel, dient que realment necessita un home més implicat amb el seu amor per la música, que en secret vol dir ell mateix. La Isabel, però, té por de ferir els sentiments d'en Ted i aconseguir que entengui el que vol, però Morris promet que s'encarregarà de la situació ell mateix. Sense que Isabel ho sàpiga, el pla malvat de Morris consisteix a destruir Ted exposant-lo al letal gas maia l'endemà i, de fet, convertir-lo en un ghoul sense sentit que, com Choco, ha de confiar contínuament en el fluid dels cors humans per sobreviure (obtinguda realitzant cardioectomies a persones recentment mortes). Això fa que Ted i Morris facin robatoris de tombes per diverses ciutats on Isabel també actua a la seva gira. Morris intenta que en Ted torni a casa, però en Ted es compromet a estar amb Isabel sempre que sigui possible, sempre que no estigui en el seu estat de ghoul desconegut. Però, quan en Ted torna a ser un ghoul, Morris torna a utilitzar-lo per intentar matar l'única persona que la Isabel sembla estimar de veritat: Eric Iverson (Turhan Bey), la seva parella i pianista. Tot i que el seu intent no té èxit, Ted és capaç d'obtenir un altre cor, mantenint-se amb vida.
Finalment, la policia, ajudada pel periodista "Scoop" McClure (Robert Armstrong), s'adona que els misteriosos assassinats a l'estil "ghoul" estan en el mateix recorregut de la gira d'Isabel. McClure intenta posar un parany a Scranton, l'última ciutat de la gira d'Isabel, fent semblar al públic que és algú altre que ha mort recentment i, en esperar en un taüt al ghoul, gairebé captura Ted i Morris una vegada arriben per fer una altra cardioectomia. Tanmateix, Morris distreu en McClure mentre apareix en Ted i el mata.
Amb Isabel de tornada a casa, la policia intenta interrogar-la sobre per què es van fer els assassinats a les mateixes ciutats on ella va actuar, però tot i que ella diu no saber res, pensa per un moment com Ted i el Dr. Morris són les úniques persones associades amb ella que també tenen coneixements sobre com realitzar cardioectomies. Més tard actua per la gent local, i Morris, en un últim intent d'aconseguir Isabel per ell mateix, envia en Ted a matar "Primer Eric, després a mi mateix", com ell repeteix constantment sota el seu encanteri. Abans que Ted es converteixi en un ghoul, és capaç d'escriure una carta a Isabel que explica què li va passar i qui va fer tots els assassinats. A més, exposa a Morris al gas just abans de tornar al seu estat de ghoul i marxa per complir l'oferta final de Morris. En entrar a l'escenari on és Isabel, de seguida és capturat pels detectius, just quan està a punt de disparar Eric, que va llegir la nota a Isabel que Ted va deixar a les seves mans. Ella i l'Eric s'agafen, sabent que en Ted sempre va voler el millor per ells, i que Morris estava darrere de tots els problemes amb què estaven involucrats en Ted i molts altres.
Mentrestant, Morris, sent drenat de gairebé tota la vida pel gas, gairebé aconsegueix obtenir líquid d'un altre cor per ell mateix, però s'ensorra fatalment a la tomba que està desenterrant. Al final, es repeteixen les paraules que Ted va dir abans a Morris: "Tot ha acabat, doctor. Ara no en queda res més que tu, jo i... la mort!"

## Repartiment

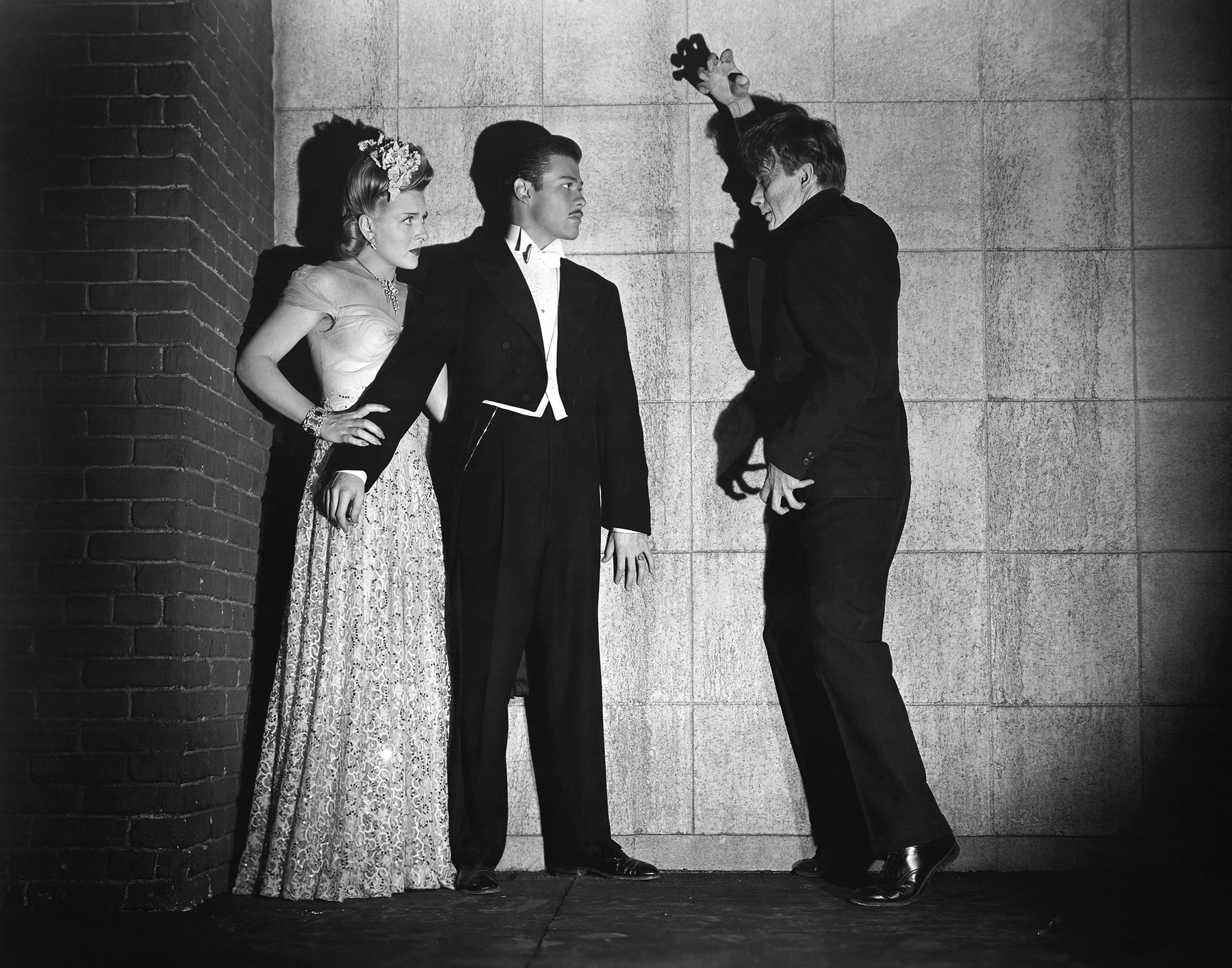
Escena amb Evelyn Ankers, Turhan Bey, i David Bruce.

El repartiment prové del llibre Universal Horrors.
- David Bruce com a Ted Allison
- Evelyn Ankers com a Isabel Lewis
- George Zucco com el Dr. Alfred Morris
- Turhan Bey com a Eric Iversen
- Robert Armstrong com Ken McClure
- Milburn Stone com el sergent de policia. Macklin
- Rose Hobart com Della Elliot
- Charles McGraw com el detectiu Garrity
- Andrew Tombes com el Sr. Eagan
- Addison Richards com a Gavigan
- Gus Glassmire com a Conserge

## Producció
The Mad Ghoul va ser desenvolupat per donar suport a Son of Dracula com a doble sessió. Va començar el desenvolupament el febrer de 1943 amb un guió de Paul Gangelin i Brenda Weisberg basat en una història de Hans Kraly. Va ser desenvolupat sota el títol The Mystery of the Mad Ghoul. El director assignat a la pel·lícula va ser James P. Hogan que acabava de signar a Universal Studios a l'abril després de set anys treballant a Paramount. Va morir d'un atac de cor el 4 de novembre de 1943, una setmana abans de l'estrena de The Mad Ghoul.
Entre el repartiment hi havia David Bruce que va aparèixer en papers menors a les pel·lícules de Warner Bros. a finals dels anys 30 i principis dels 40. Després d'un paper de Republic Films Flying Tigers, va signar un contracte de tres anys amb Universal. Bruce va ser elegit com el cadàver ambulant de Ted Allison a la pel·lícula. A la pel·lícula, els efectes de maquillatge de Jack Pierce tenen un efecte degeneratiu per representar un cadàver en un estat de descomposició accelerat. Bruce va portar els efectes durant tres dies i, quan se’ls van treure, li va fer sagnar, ja que es van haver de treure el maquillatge. Segons una entrevista de 1995 amb la filla d'en Bruce, tornaria a casa després de filmar i espantar la seva mare amb el seu maquillatge i que Bruce va viure una experiència molt agradable al plató, concretament s'entenia molt bé amb George Zucco. També entre el repartiment hi havia Turhan Bey, que va recordar que el director Hogan era "molt real, però un excel·lent artesà. I un artesà era el que havia de ser quan feies pel·lícules B". La pel·lícula va començar a rodar-se el 13 de maig de 1943 i es va acabar abans de finals de maig. Inicialment, Universal havia planejat que Evelyn Ankers interpretés les seves pròpies cançons a la pel·lícula, però la idea es va descartar a l'últim moment. Enregistraments de la biblioteca de Lillian Cornell cantant es va utilitzar com a reemplaçament.

## Estrena
The Mad Ghoul va ser distribuïda a sales per Universal Pictuers Company el 12 de novembre de 1943. El 7 de juny es va anunciar una pel·lícula titulada Chamber of Horrors per The Hollywood Reporter, assenyalant que el repartiment inclouria un repartiment amb Boris Karloff, Lon Chaney, Jr., Bela Lugosi, Peter Lorre, Claude Rains, George Zucco i James Barton, a més d'incloure els personatges The Invisible Man, The Mad Ghoul, The Mummy i "altres monstres variats". Chambers of Horror no va entrar mai en producció.
Va ser llançat per primera vegada en DVD per Willette Acquisition Corporation el 7 d'octubre de 2014. Juntament amb Murders in the Zoo, The Mad Doctor of Market Street i The Strange Case of Doctor Rx, The Mad Ghoul es va publicar a blu ray com a part de la Scream! Factory's Universal Horror Collection Volume 2 el 23 de juliol de 2019.

## Recepció
A partir de les crítiques contemporànies, Wanda Hale de The New York Daily News va dir que la pel·lícula "tindràs els teus calfreds i calfreds en abundància davant el que George Zucco, fent amb el seu malvat sí als cadàvers i a un drt humà […] Succeeix suficient per evitar que els calfreds et deixin fins que s'acabi". Floy Stone de The Motion Picture Herald  va declarar la pel·lícula com "ben feta, però només això. L'actuació de Zucco és l'únic que cridarà l'atenció del públic". Frank Quinn de New York Daily Mirror va trobar que la pel·lícula era un "repàs de Frankenstein, alhora que va trobar que la pel·lícula era "prou interessant com per despertar la gana". John T. McManus va declarar que juntament amb Captive Wild Woman, Son of Dracula i Phantom of the Opera eren "actes de cinema inexplicables". Bosley Crowther de The New York Times va anomenar The Mad Ghoul "definitivament un ghoul de segona categoria. I si algú té el privilegi d'estar boig, som nosaltres els pobres els que hem de mirar una cosa així".
A partir de les crítiques retrospectives, Leonard Maltin's Movie Guide va premiar la pel·lícula amb dues estrelles i mitja de cada quatre, assenyalant que el fort repartiment va ajudar a impulsar la trista història de la pel·lícula.